# Deuce McAllister
Pour les articles homonymes, voir McAllister.
(en) Statistiques sur pro-football-reference
 Deuce McAllister, né le 27 décembre 1978 à Lena (Mississippi), est un joueur américain de football américain qui évoluait au poste de running back.

## Biographie

### Carrière universitaire
Il a joué pour les Ole Miss Rebels, réussissant trois saisons de plus de 1000 yards par la course.

### Carrière professionnelle
Il a été repêché au 1er tour, (23e choix) en 2001 par les Saints de La Nouvelle-Orléans.
Il a réussi quatre saisons de plus de 1 000 yards par la course. Le 24 novembre 2008, il marque son 54e touché par la course comme membre des Saints, ce qui constitue un record d'équipe.

## Palmarès
- Pro Bowl : 2002, 2003